# 시리아 사막 전역 (2017년 5월~7월)
시리아 사막 전역 (2017년 5월-7월)은 시리아군이 이라크와의 국경 지대에서 다마스쿠스로 이어지는 고속도로를 따라 시작된 군사 작전으로 시리아 내전 기간 동안 시리아 반군에 맞선 전쟁이었다. 시리아군의 첫 목표는 고속도로와 알탄프 국경지역을 점령하여 잠재적인 반군의 공격으로부터 다마스쿠스를 보호하는 것이었다. 이후 사막에서의 작전의 일부로 다양한 다른 전선이 열리고, 대새벽 작전이라는 이름 하에 ISIL에 맞서 공세가 이어지자 목표는 다마스쿠스-팔미라 고속도로를 재개통하고, 데이르에조르로의 공세를 준비하는 것으로 변경되었다.
미국과 영국은 2016년부터 알탄프에서 훈련 시설을 운용했다. 본부는 5월에 강화되었고 2017년 6월 확장되어 미국의 신무기가 들어오게 되었다. 수많은 사건들로 인해 시리아 정부군과 친정부 무장단체는 자위 공습이라 불리는 미군의 공습을 받아야 했다.

## 배경
공세 이전 몇 달 동안, 반군 자유 시리아군은 2017년 남부 시리아 사막 전역에서 ISIL에 맞서 바디아 지역이라 알려진 사막 국경 지역에서 전쟁을 벌였다. 이 전쟁으로 남부 시리아 사막에서 ISIL은 완전히 축출되었으며 반군은 정부군 영토와 다마스쿠스 남동쪽 교외에 더 근접하게 되었다.

## 공세

### 바그다드-다마스쿠스 고속도로 진격
2017년 5월 7일, 시리아 아랍군은 제5군단의 지휘 및 이란 지원 무장단체과 연합을 바탕으로 홈스 주에 위치한 사바 비야르 지역의 반군에 공격을 가했다. 다음 날, 시리아군은 45km를 진격했고, 자자 교차점과 사비히야 산맥, 사바 비야르 지역을 포함한 알신 공군기지 동쪽의 거점 몇몇을 점령했다. 이 진격으로 정부군은 교외 지역의 화력통제권을 얻게 되었다.
자유 시리아군은 5월 9일 반격을 시작했고 바그다드-다마스쿠스 고속도로를
감제하는 대규모 산맥들과 시리아군에게 빼앗긴 지역을 탈환하는 목표를 가지고 있었다. 동부군의 사자들의 지휘관인, 트라스 알살라마는 시리아 전투기들이 칼할라 공항에 미사일을 발사한 이후 시리아-요르단 국경지대에 위치한 반군 전초기지에 공습을 가했다고 주장했다. 그날 반군은 자자 거점을 탈환했지만, 사바르 비야르 지역으로 진입하지는 못했다.
5월 10일, 자자 지역에서 충돌이 다시 시작되었고, 이틀 후 시리아 정부군은 자자 거점을 재점령했으며 사비히야 산맥도 탈환했다. 육군의 진격을 막기 위해, 반군은 정부군 거점에 수많은 그라드 로켓을 발사했다. 이에 대한 보복으로 시리아 공군은 자유 시리아군 수송대와 와리드 국경지역에 위치한 그들의 선봉본부를 공습했고, 5월 12일 이라크 시아파 무장단체들은 사막 지역에서 반군들을 축출하기 위해 동쪽으로 공세를 시작했다.
5월 14일부터 15일 사이의 밤에, 친정부군이 지역에 도착했고, 이라크 시아파 무장단체도 포함되어 있었다. 강화병력은 비야르알사바에 집중되어 있었다. 더 많은 전차와 지대지 미사일이 전선에 배치되었다. 이 무렵, 정부군은 알탄프에서 각각 24km와 100km 떨어진 지점에 위치하고 있었다. 한편, 미국과 영국 특수부대는 국경 지역에 도달해 ISIL이 지배하는 데이르에조르 주로의 지속되는 공세를 지원하였다.
5월 18일, 국가보위군은 시리아 제5, 7산악사단과 함께 동부 수와디야 주의 반군 지역으로 35km를 진격했다. 한편, 정부군은 알탄프로
진격헐 벙봅을 찾아 마을에서 27km 떨어진 위치까지 도달했고, 미군 주도 동맹군의 공습으로 선봉 수송대가 파괴되었다. 미 국방부의 공식 자료에 따르면 이들은 알탄프의 동맹군 본부에 너무 가까워졌으나 응답이 없다고 했다. 미국에 따르면 5대 중 4대의 차량이 파괴되었는데, 이 중 전차와 2대의 불도저가 있었다고 했다. 이와 대조적으로, 시리아군은 2대의 전차가 파괴되고 ZSU-23-4 대공자주포가 피해를 입었다고 주장했다. 8명의 병사가 죽었다.
다음날, 미국 주도 동맹군의 공습에도 불구하고 친정부군은 알탄프 인근의 자르카 분기점을 점령했다. 시리아군은 고속도로에 추가 병력을 파견했다. 한편 이란이 지원하는 친정부군은 정부군이 고수하고 있는 카라문 산맥 인근으로 진격해 바디아의 미국 반군으로부터 영토를 탈취했다.

### 요르단 국경지대로의 진격
5월 20일, 시리아군은 그들의 무장단체 동맹군과 함께 수와이다 주 동쪽의 주르프 일부를 점령했다. 다음 날, 정부군은 더 멀리 진격해 남부 시리아 사막의 몇몇 거점들을 점령했다. 정부군의 진격에 맞서 역내 자유 시리아군은 바이다 화산이라는 이름의 작전을 개시해 친정부군과 맞서 싸웠다.
5월 22일, 정부군은 라흐베 지역을 점령하고 주르프 댐 북쪽 25km 지역까지 아무 충돌 없이 진격했다. 이에 따라 시리아군은 다마스쿠스 남동쪽 교외의 반군을 지역에 인구가 거의 없는 지역을 차단하기까지 30km가 남은 상황이었다. 또한 5월 마지막 주 동안 시리아군은 시리아-요르단 국경지대의 70km를 확보하는데 성공했다. 5월 31일, 시리아군은 과학연구대대 남쪽의 6개 지역을 점령하고 나머지 부대는 주르프 댐으로 진격했다. 이 진격으로 시리아군은 다마스쿠스 주 남동쪽의 반군을 알탄프 지역과 완전히 포위 차단하는데 성공했다. 정부군은 러시아산 무기를 사용하는 것으로 보였고, 러시아 헬기의 지원을 받고 있었으며, 5월 26일 러시아 국방부는 이를 인정했다.

### 다마스쿠스-팔미라 고속도로 재개통
5월 23일, 시리아군은 다마스쿠스-팔미라 고속도로를 다시 개통하고 미국 지원 반군이 동부 카라문 산맥의 반군과 연계하는 것을 막을 목적으로 ISIL로부터 100km에 이르는 새로운 전선을 열었다. 정부군은 1,200평방킬로미터의 영토를 탈환하고 ISIL로부터 수많은 고지와 마을을 점령했다. 다음 날, 시리아군은 팔미라 동쪽과 남쪽으로의 진격을 개시해 압타르 산과 아라크 정유소를 탈환했다. 이것은 반군과 ISIL에 맞선 시리아 사막 소탕 작전의 전선이 6개로 늘어났음을 의미했다. 5월 25일, 정부군은 6개의 고지를 점령했고, 이를 바탕으로 다음 날 다마스쿠스-팔미라 고속도로가 재개통되었다.

### 이라크 국경지역 도달
5월 30일, 시리아군은 시리아 국가보위군 및 이라크 불법 무장단체들과 연계해 홈스 주 남동쪽의 헬바 지역을 점령해 이라크와의 국경지대에서 50km 떨어진 지점까지 도달했다. 다음 날, 자유 시리아군은 이 땅은 우리 땅이다 작전이라는 반격을 시작해 BM-21 그라드 로켓포를 정부군에 발사했다. 반군은 자자 교차점 인근의 정부군 방어선을 돌파했다고 주장했다. 이에 맞서 시리아 및 러시아 공군은 반군을 향해 공습을 수행했다.
6월 3일, 시리아 정부군은 고속도로의 여러 거점을 점령했고, 아라크로부터 서쪽으로 6km 떨어진 지역에 도달했다. 3일 후, 시리아군은 팔미라 남쪽 지역의 3개 지역을 ISIL로부터 탈환했다고 주장하며 아라크와 T3 정유공급소 양쪽으로 동시에 진격할 수 있는 조건을 형성했다고 말했다. 한편 6월 6일, 시리아 정부군은 탈아브드의 고지와 몇몇 중요 거점을 점령했고 다크와 지역에 정부군은 가까워졌다. 미국 공군은 그날 미영 훈련지역으로부터 25마일 떨어진 친정부군 세력에 공습을 가했다. 미국 공군은 정부군이 알탄프의 동맹군 훈련지역에 본부를 둔 미국 지원 반군과 동맹군에 정부군이 위협이 된다고 말했다. 다음 날, 시리아 정부의 동맹군은 미국의 시리아군 공습에 대한 복수 공격으로 협박했다.

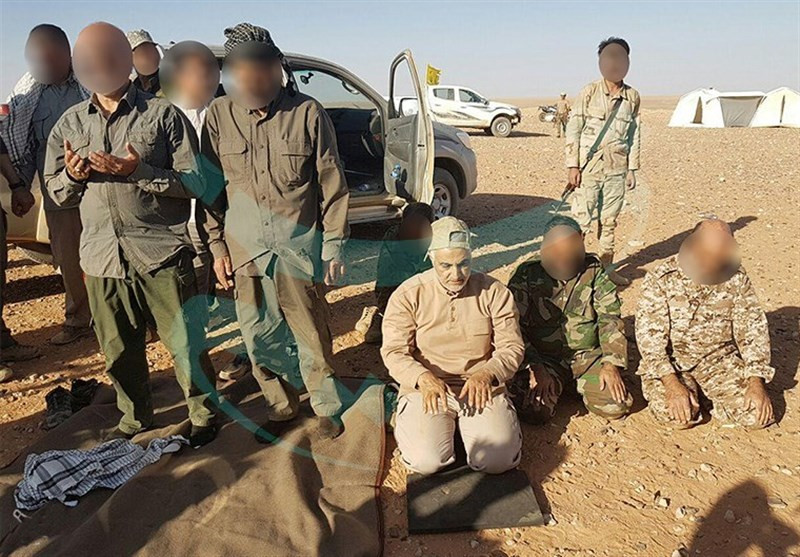
중령 가셈 솔레이마니가 리와 파테미윤 전투원들과 함께 이라크 국경지역 공세의 성공에 대한 감사 기도를 드리고 있다.

6월 7일, 정부군은 아라크 인근의 여러 고지를 포위했다. 팔미라 남쪽에서도 진격이 시작되었다. 6월 9일, 시리아군은 다크와 고지를 반군으로부터 탈환하고, 비르아바시야와 몇몇 고지를 ISIL로부터 탈취했다. 한편 같은 날, 미국 공군은 알탄프 인근에서 작전을 수행하던 시리아군에 공습을 가했고, 반군은 그라드 로켓으로 시리아 정부군 거점을 공격했다.
6월 9일, 정부군은 동쪽으로 진격해 알탄프 북동쪽으로 70km 지점에 거점을 마련했고, 2015년 이래 처음으로 이라크-시리아 국경 지대의 일부에 도달해 이를 확보했다. 이 진격으로 데이르에조르 주의 미국 지원 반군이 남부 시리아 반군으로부터 차단되었다. 6월 11일, 5명의 반군 전투원이 요르단으로 귀국하려던 중 요르단군에 의해 사살되었다. 6월 23일, 시리아군은 아르드 알와사시, 와에르 댐, 와에르 협곡지대과 상당히 많은 사막 지역을 점령하여 T2 정유공급소로부터 25km 떨어진 지역에 도달했다. 6월 26일, 시리아군은 비르 두리야아트 지역을 ISIL로부터 탈환했다.

### 데이르에조르 주와 수크나를 향한 진격

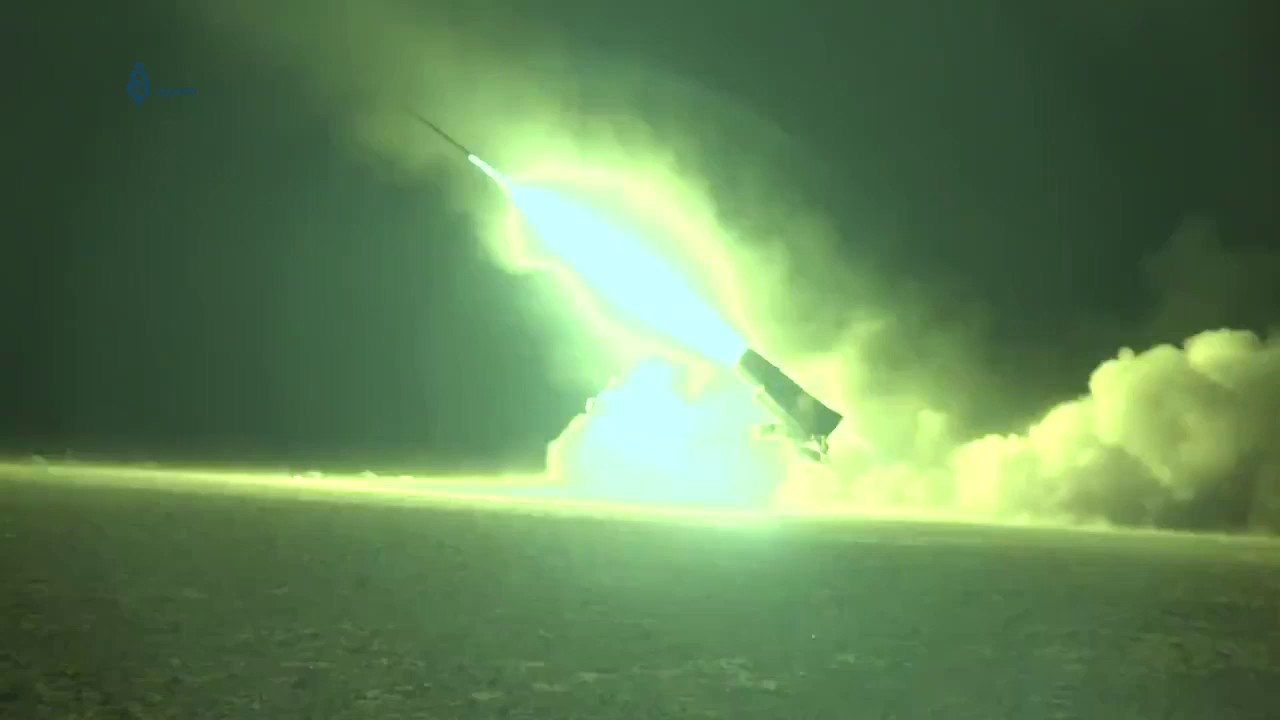
시리아 반군 BM-21 그라드 발사기가 시리아 사막의 시리아 정부군을 향해 로켓을 쏘고 있다.

6월 13일, 시리아군은 아라크를 점령하고 근처 아라크 정유소를 탈환했다. 그 날 이후, 공화국 보위대 제103여단 전체가 라타키아 주로 파견되어
데이르에조르 포위를 돌파하기 위한 대규모 공세에 참여하기로 예정되었다. 다음 날, 시리아군은 아라크 삼각지역을 점령하고 T3 정유공급소와 탈리아 지역을 탈환했다.
6월 18일, 시리아군은 알카임에서 수크나로 이어지는 도로를 차단하고 남쪽에서 데이르에조르 주에 진입하는 한편, 시리아 사막의 넓은 지역을 ISIL로부터 탈환했다. 한편, 이슬람 혁명수비군 공군이 서부 이란에서 6대의 지대지 미사일을 데이르에조르 주의 ISIL 군을 목표로 발사했다. 이것이 2017년 테헤란 공격 이후 공식적인 대응으로 선언되었다. 이슬람 혁명수비군은 다마스쿠스에 본부를 둔 드론들을 통해 기록한 공중 비디오를 발표해 미사일이 성공적으로 정확히 목표를 타격했음을 확인했다.
6월 19일, ISIL 전투원들은 혁명군 특수부대가 운용하는 군 캠프를 습격해 이 지역을 점령하고 8명의 반군을 처형했다고 보고했다. 다음 날, 미국 공군 F-15E가 알탄프에 위치한 동맹군 기지에 인근의 배타 지역으로 55km 지점까지 접근한 친정부군 샤헤드-129 UCAV를 격추시켰다. 6월 21일, 시리아 정부군은 다마스쿠스로부터 남쪽으로 75km 떨어진 반군의 비르카사브 지역을 공격해 점령했다.
6월 22일, 시리아군은 알수크나에서 20km 떨어진 지점까지 도달했다고 보고했다. 이틀 후, 친정부군이 데이르에조르로 향하는 공세를 이어가며 아라크 정유소를 포위했다. 6월 26일, 정부군은 아부 카말을 향한 진격에서 상당한 진전을 보였고, 그 후 이틀 간 홈스 주 동부에서 ISIL로부터 더 많은 영토를 탈환했다. 그러나 ISIL의 저항은 강했고, 정부군은 푸아드 카두르 중령을 비롯한 수많은 사상자가 발생했다. 한편, 자유 시리아군은 사막의 정부 전초기지들을
공격했다. 7월 1일, 시리아 정부군은 시리아 사막 내부로 깊숙이 진군했고, 하미마의 감제고지를 점령했다.
7월 6일, 전투 개시 이틀 후 친정부군은 수크나 지역에서 15km 떨어진 지역까지 도착하며 이전보다 10km 더 진격했다. 35명의 ISIL 전투원과 22명의 친정부군 전투원들이 충돌 중 사망했다. 7월 9일, ISIL 전투원들이 주브알자라 인근 마시르파 고지를 향해 진격해 20명의 시리아 정부군을 사살했다고 말했다. 다음 날, 시리아군은 수크나 지역을 향한 공세를 강화해 하일 정유소 북서쪽에 위치한 칼리아트 산맥을 탈환하고 20명의 ISIL 전투원을 사살했다. 7월 11일, 하일 정유소를 시리아 정부군이 점령했다.

### 시리아 정부군의 수와이다 및 리프디마슈크 진격
7월 10일, 친정부군은 거대한 새벽 작전의 두번째 단계를 시작했다. 칼카라 공군기지에 위치한 반군 거점에 공격을 가한 후,
아스파를 내려다보는 탈 알아스파의 고지와 인근 감제고지를 점령했다. 동시에 알신 공군기지의 수와디야 주와 리프디마슈크 주에 위치한 반군 거점에도 공격을 가했다. 새로운 공세 첫 날에 정부군은 3,000평방킬로미터를 반군으로부터 탈환했다. 7월 13일까지 며칠 간 시리아 정부군과 그들의 동맹군은 추가로 200평방킬로미터를 점령했고, 수와디야 주와 리프디마슈크 주를 가로지는 반군이 점령한 산악 지형의 반사막 지대를 완전히 포위하는데 성공했다.
미국과 러시아의 중재로 남서 바디아 지역에서 자유 시리아군과 정전이 체결된 이후 정부군은 팔미라 동쪽으로 부대를 재배치해 새로운 공세를 시작했다.